# Liste der Biografien/Mili
Liste der Biografien |
Portal Biografien |
Personensuche
# |
A |
B |
C |
D |
E |
F |
G |
H |
I |
J |
K |
L |
M |
N |
O |
P |
Q |
R |
S |
T |
U |
V |
W |
X |
Y |
Z |
?
 
Ma |
Mb |
Mc |
Md |
Me |
Mf |
Mg |
Mh |
Mi |
Mj |
Mk |
Ml |
Mm |
Mn |
Mo |
Mp |
Mq |
Mr |
Ms |
Mt |
Mu |
Mv |
Mw |
Mx |
My |
Mz
 
Mia |
Mib |
Mic |
Mid |
Mie |
Mif |
Mig |
Mih–Mik |
Mil |
Mim |
Min |
Mio |
Mip |
Miq |
Mir |
Mis |
Mit |
Miu |
Miv |
Miw |
Mix |
Miy |
Miz
 
Mila |
Milb |
Milc |
Mild |
Mile |
Milf |
Milg |
Milh |
Mili |
Milj |
Milk |
Mill |
Milm |
Miln |
Milo |
Milq |
Milr |
Mils |
Milt |
Milu |
Milv |
Milw |
Mily |
Milz
Die Liste der Biografien führt alle Personen auf, die in der deutschsprachigen Wikipedia einen Artikel haben. Dieses ist eine Teilliste mit 102 Einträgen von Personen, deren Namen mit den Buchstaben „Mili“ beginnt.

## Mili
- Mili, Gjon (1904–1984), US-amerikanischer Fotograf

### Milia
- Milián Sorribas, Alfonso (1939–2020), spanischer Geistlicher, römisch-katholischer Bischof von Barbastro-Monzón
- Milián, Alain (* 1983), kubanischer Ringer
- Milian, Christina (* 1981), US-amerikanische Sängerin, Schauspielerin und SongwriterinChristina Milian (* 1981)

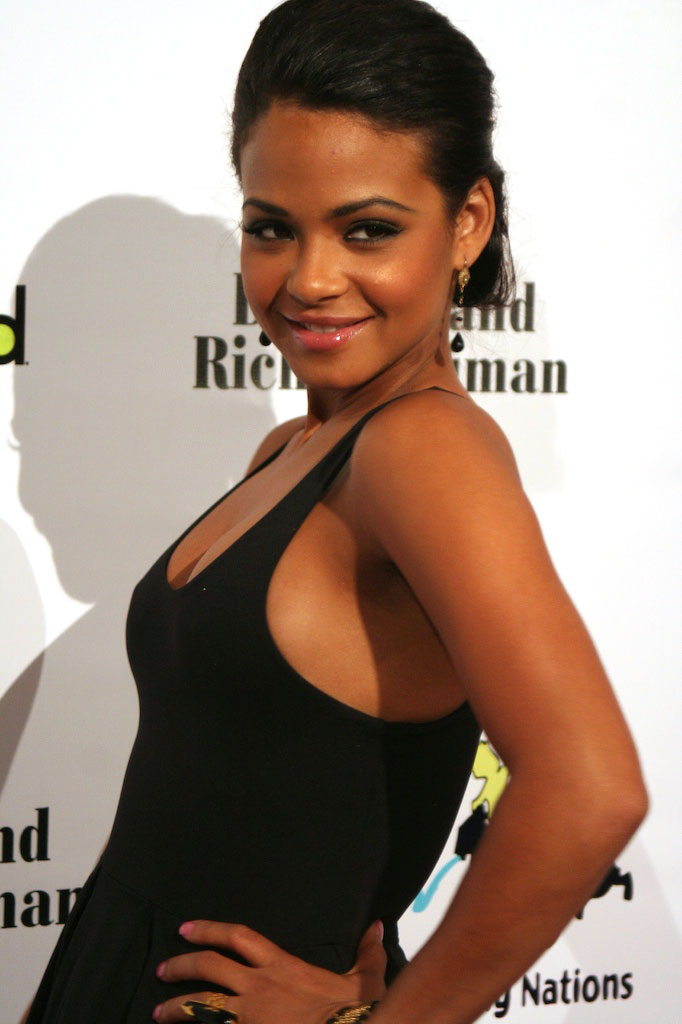
Christina Milian (* 1981)

- Milián, Héctor (* 1968), kubanischer Ringer
- Milian, Jerzy (1935–2018), polnischer Jazzmusiker (Vibraphon, Komposition)
- Milián, José (* 1973), mexikanischer Fußballspieler
- Milián, Tomás (1933–2017), kubanisch-italienisch-US-amerikanischer Schauspieler
- Miliarakis, Spyridon (1852–1919), griechischer Arzt und Botaniker

### Milib
- Miliband, David (* 1965), britischer Politiker (Labour), Mitglied des House of Commons, Minister
- Miliband, Ed (* 1969), britischer Politiker (Labour), Mitglied des House of Commons
- Miliband, Ralph (1924–1994), britischer marxistischer Staatswissenschaftler
- Miliband, Sofja Dawidowna (1922–2017), sowjetisch-russische Orientalistin und Bibliografin

### Milic
- Milić, Blaženka (1939–2021), jugoslawische Opernsängerin (Sopran)
- Milić, Borislav (1925–1986), jugoslawischer Schachgroßmeister
- Milić, Đorđe (* 1943), jugoslawischer Fußballspieler und -trainer
- Milić, Ela Nala (* 2006), slowenische Tennisspielerin
- Milić, Goran (* 1946), kroatischer Journalist
- Milić, Hrvoje (* 1989), kroatischer Fußballspieler
- Milič, Marko (* 1977), slowenischer Basketballspieler
- Milić, Milan (* 1998), serbischer Handballspieler
- Milić, Petar, slowenischer Pianist
- Milić, Strahinja (* 1990), serbischer Handballspieler
- Milić, Vladimir (* 1955), jugoslawischer Leichtathlet
- Milica Krstić (1887–1964), serbisch-jugoslawische Architektin
- Milićević, Adrian (* 1998), kroatischer Handballspieler
- Miličević, Ivana (* 1974), US-amerikanische Schauspielerin
- Miličević, Ljubo (* 1981), australischer Fußballspieler
- Miličević, Tomislav (* 1979), US-amerikanischer GitarristTomislav Miličević (* 1979)

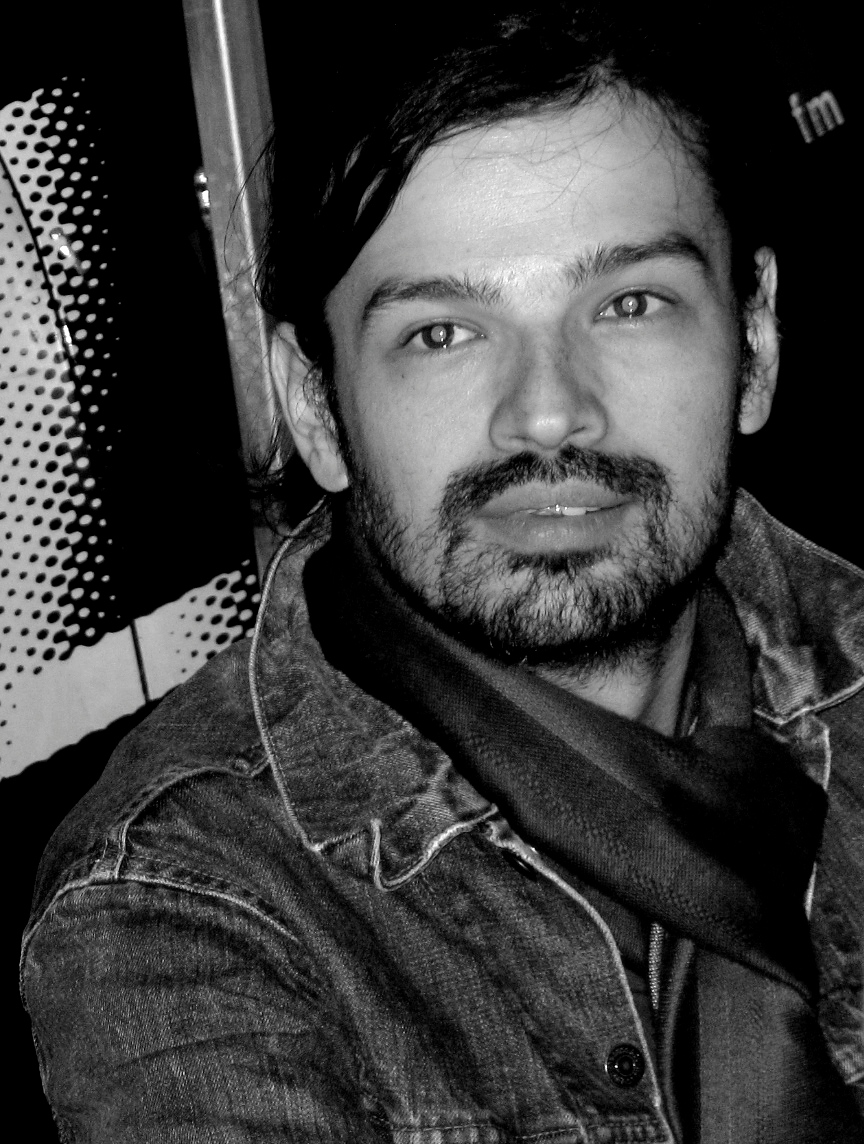
Tomislav Miličević (* 1979)

- Milićević, Vladeta (1898–1970), jugoslawischer Polizeibeamter und Politiker
- Milich, Jakob (1501–1559), deutscher Mathematiker und Mediziner
- Milich, Johann Gottlieb (1678–1726), deutscher Gelehrter, Sammler, Jurist und Stifter
- Milici, Giuliano (* 2000), österreichischer Fußballspieler
- Milicic, Ante (* 1974), australischer Fußballspieler
- Miličić, Darko (* 1985), serbischer Basketballspieler
- Miličić, Matija (* 1996), kroatischer Eishockeyspieler
- Milicija, Arian (* 2005), bosnischer Stabhochspringer
- Milicius, Johannes († 1374), böhmischer Reformationsprediger

### Milid
- Miliduch († 806), sorbischer Herrscher

### Milie
- Milies, Nikolaus, Hauptmann der Vitalienbrüder
- Miliew, Jordan (* 1987), bulgarischer Fußballspieler

### Milij
- Milija, Starac, serbischer Hajduk, Dichter und Guslar
- Milijaš, Nenad (* 1983), serbischer Fußballspieler

### Milik
- Milik, Arkadiusz (* 1994), polnischer FußballspielerArkadiusz Milik (* 1994)

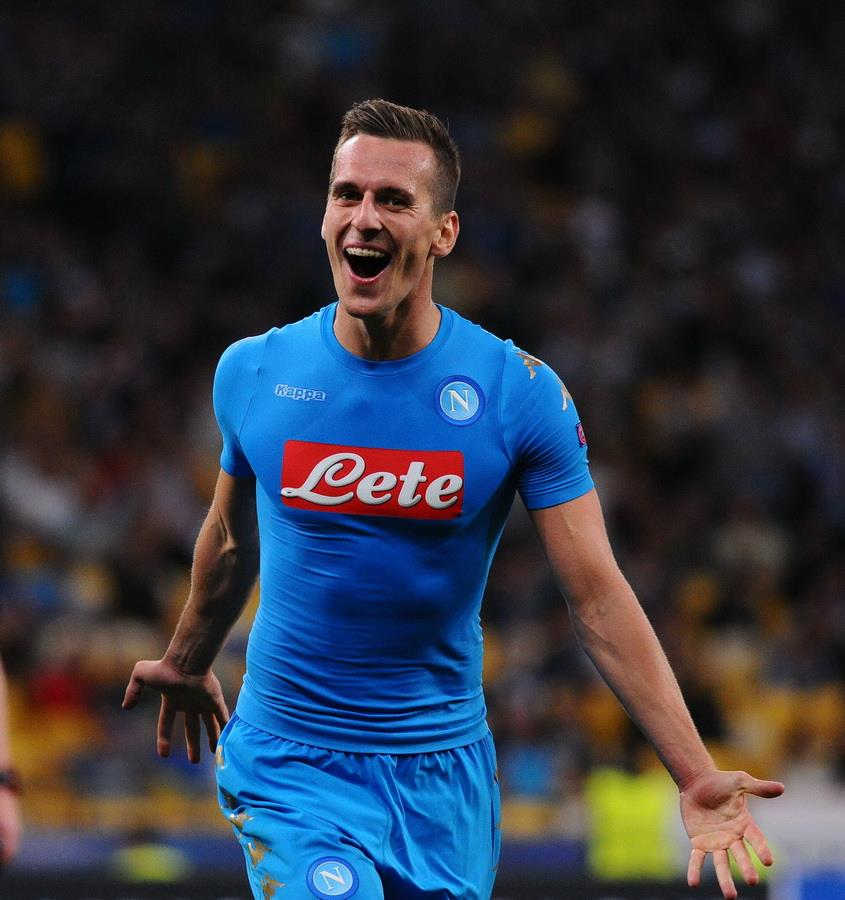
Arkadiusz Milik (* 1994)

- Milik, Józef T. (1922–2006), polnisch-französischer Geistlicher, Orientalist und Archäologe
- Milik, Karol (1892–1976), polnischer Theologe (katholisch) und Apostolischer Administrator von Breslau
- Milikauskaitė, Erika (* 1982), litauische Badmintonspielerin
- Miliker, Jeremy (* 2008), österreichischer Schauspieler

### Milin
- Milin, Isaak Moissejewitsch (1919–1992), ukrainisch-sowjetischer Wissenschaftler
- Milingo, Emmanuel (* 1930), sambischer römisch-katholischer Erzbischof und Exorzist
- Milinkewitsch, Aljaksandr (* 1947), belarussischer Politiker und Physiker
- Milinkovic, David (* 1994), französischer Fußballspieler
- Milinkovic, Georgine von (1913–1986), deutsche Opernsängerin mit der Stimmlage Mezzosopran
- Milinković, Lena (* 2006), serbische Hürdenläuferin
- Milinković, Marko (* 1988), serbischer Fußballspieler
- Milinković, Zoran (* 1968), serbischer Fußballspieler und -trainer
- Milinković-Savić, Sergej (* 1995), serbischer Fußballspieler
- Milinković-Savić, Vanja (* 1997), serbischer Fußballspieler
- Milinović, Damir (* 1972), kroatischer Fußballspieler und -trainer
- Milinović, Duško (* 1975), serbischer Handballspieler und -trainer
- Milinović, Tinka (* 1973), bosnische Sängerin
- Milinovič, Željko (* 1969), slowenischer Fußballspieler
- Milinski, Manfred (* 1950), deutscher Biologe und Hochschullehrer

### Milio
- Milioni, Enzo (* 1934), italienischer Theater- und Filmregisseur, Dramatiker und Drehbuchautor
- Milionis, Ioannis (* 1972), griechischer Cartoonist und Comiczeichner
- Miliordos, Antoin (1924–2012), griechischer alpiner Skirennläufer
- Milios, Giannis (* 1952), griechischer Wirtschaftswissenschaftler
- Milioti, Cristin (* 1985), US-amerikanische SchauspielerinCristin Milioti (* 1985)

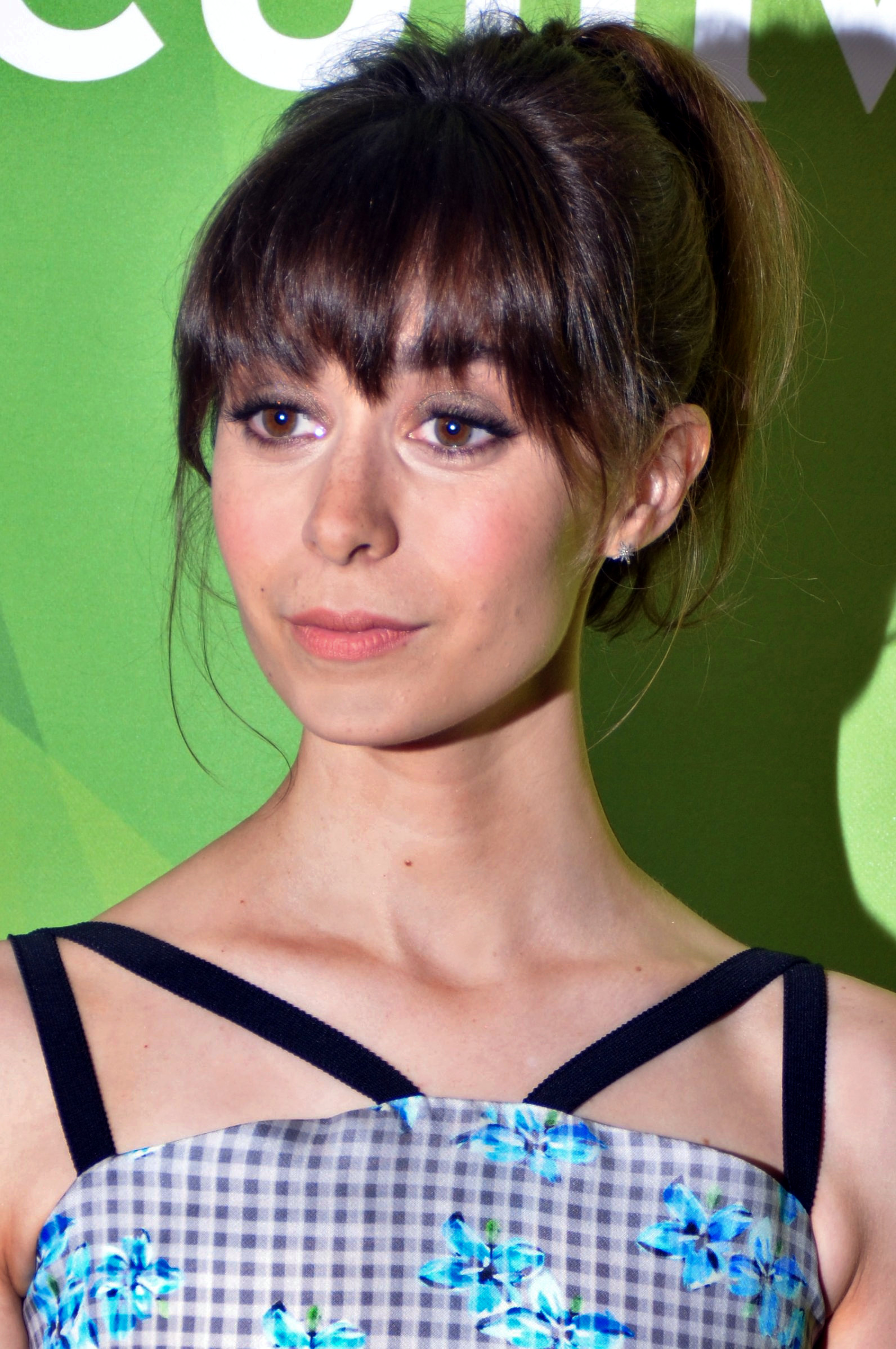
Cristin Milioti (* 1985)

- Miliotis-Komninos, Konstantinos (1874–1941), griechischer Fechter

### Milis
- Milišauskaitė, Simona (* 1979), litauische Poolbillardspielerin
- Milisavljević, Branko (* 1976), serbischer Basketballspieler
- Milisavljević, Maria (* 1982), deutsche Dramatikerin
- Milisavljević, Nemanja (* 1984), serbischer Fußballspieler
- Milisch, Leopold (1872–1945), deutscher Offizier
- Milisová, Hana (* 1980), tschechische Badmintonspielerin

### Milit
- Militano, Mark (* 1954), US-amerikanischer Eiskunstläufer
- Militano, Melissa (1955–2024), US-amerikanische Eiskunstläuferin
- Militão, Éder (* 1998), brasilianischer Fußballspieler
- Militaru, Aldea (1923–1996), rumänischer Politiker (PCR), Staatssekretär und Botschafter
- Militaru, Carina (* 2001), rumänische Skispringerin
- Militello, Bobby (* 1950), US-amerikanischer Jazzmusiker
- Milito, Diego (* 1979), argentinischer FußballspielerDiego Milito (* 1979)

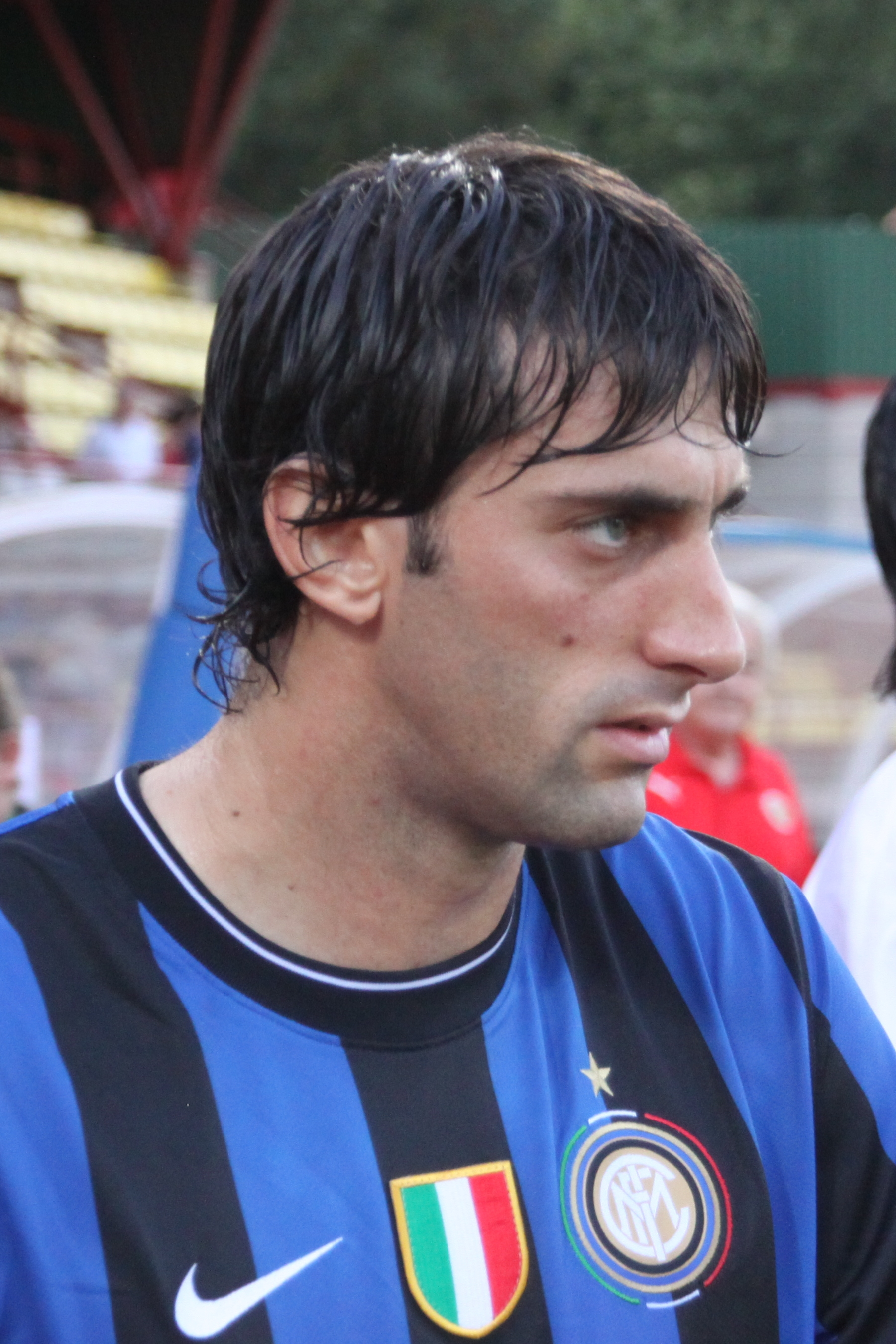
Diego Milito (* 1979)

- Milito, Francesco (* 1948), italienischer Geistlicher, emeritierter römisch-katholischer Bischof von Oppido Mamertina-Palmi
- Milito, Gabriel (* 1980), argentinischer Fußballspieler
- Militosjan, Israjel (* 1968), sowjetisch-armenischer Gewichtheber
- Militosjan, Wartan (1950–2015), sowjetischer Gewichtheber
- Militz, Holger (* 1960), deutscher Holzforscher und Hochschullehrer
- Militza von Montenegro (1866–1951), Mitglied aus dem Haus Petrović-Njegoš
- Militzer, Klaus (1940–2022), deutscher Mittelalterhistoriker

### Miliu
- Miliūnas, Dainius (* 1971), litauischer Basketballspieler
- Milius, Daan (* 1988), niederländischer Filmproduzent
- Milius, Erich (1907–1996), deutscher Politiker (SPD), MdL
- Milius, Hermann (1903–1979), deutscher Sportfunktionär
- Milius, Jeronimas (* 1984), litauischer Sänger
- Milius, John (* 1944), US-amerikanischer Filmregisseur, Drehbuchautor und ProduzentJohn Milius (* 1944)

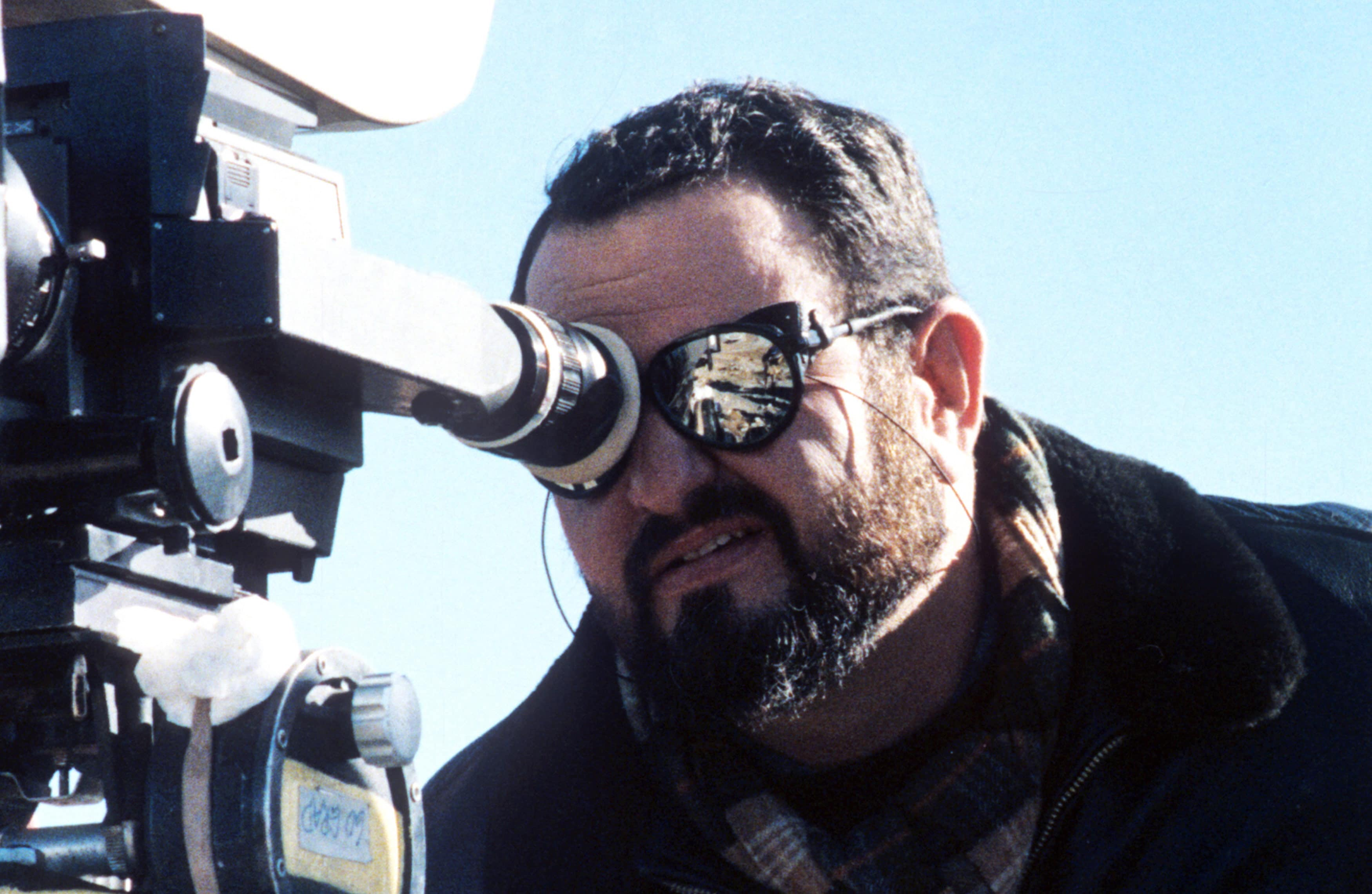
John Milius (* 1944)

- Milius, Pierre Bernard (1773–1829), französischer Marineoffizier und Kolonialgouverneur
- Milius, Vytas (* 1949), litauischer Richter
- Miliūtė, Rūta (* 1990), litauische Politikerin

### Miliv
- Milivojević, Luka (* 1991), serbischer Fußballspieler
- Milivojevic, Tina Milo, serbische Schauspielerin, Theaterproduzentin, Komponistin und Schauspiellehrerin
- Milivojevic, Vesna (* 2001), australisch-serbische Fußballspielerin

### Miliz
- Milizia, Francesco (1725–1798), italienischer Architekt und Theoretiker des Klassizismus